# Overwelving van de Zenne

De Brusselse waterwegen vóór de waterwerken, met weergave van de hedendaagse lanen

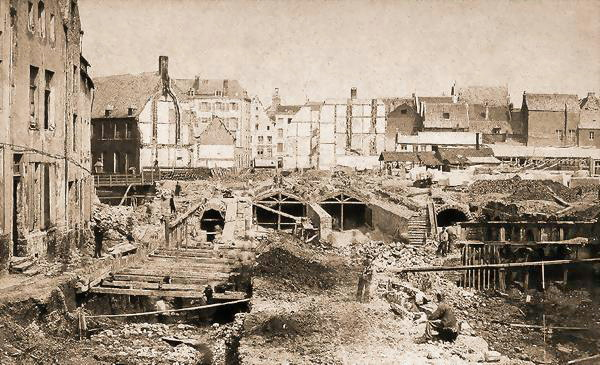
Aanvang van de werkzaamheden, 1867

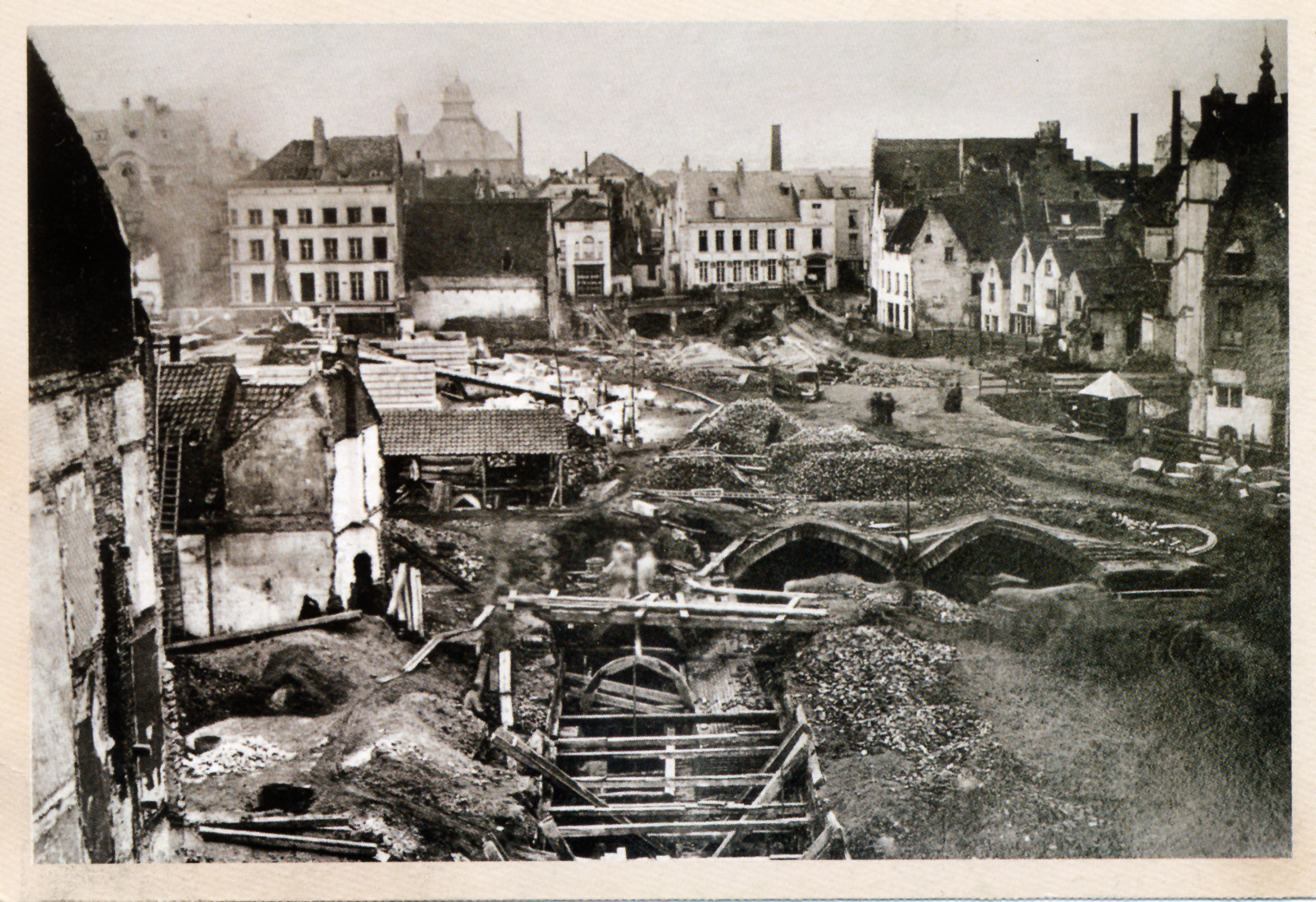
Afbraak van de oude wijken

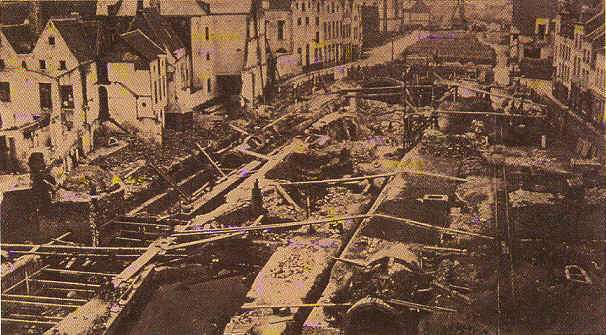
Bouw van de tunnels

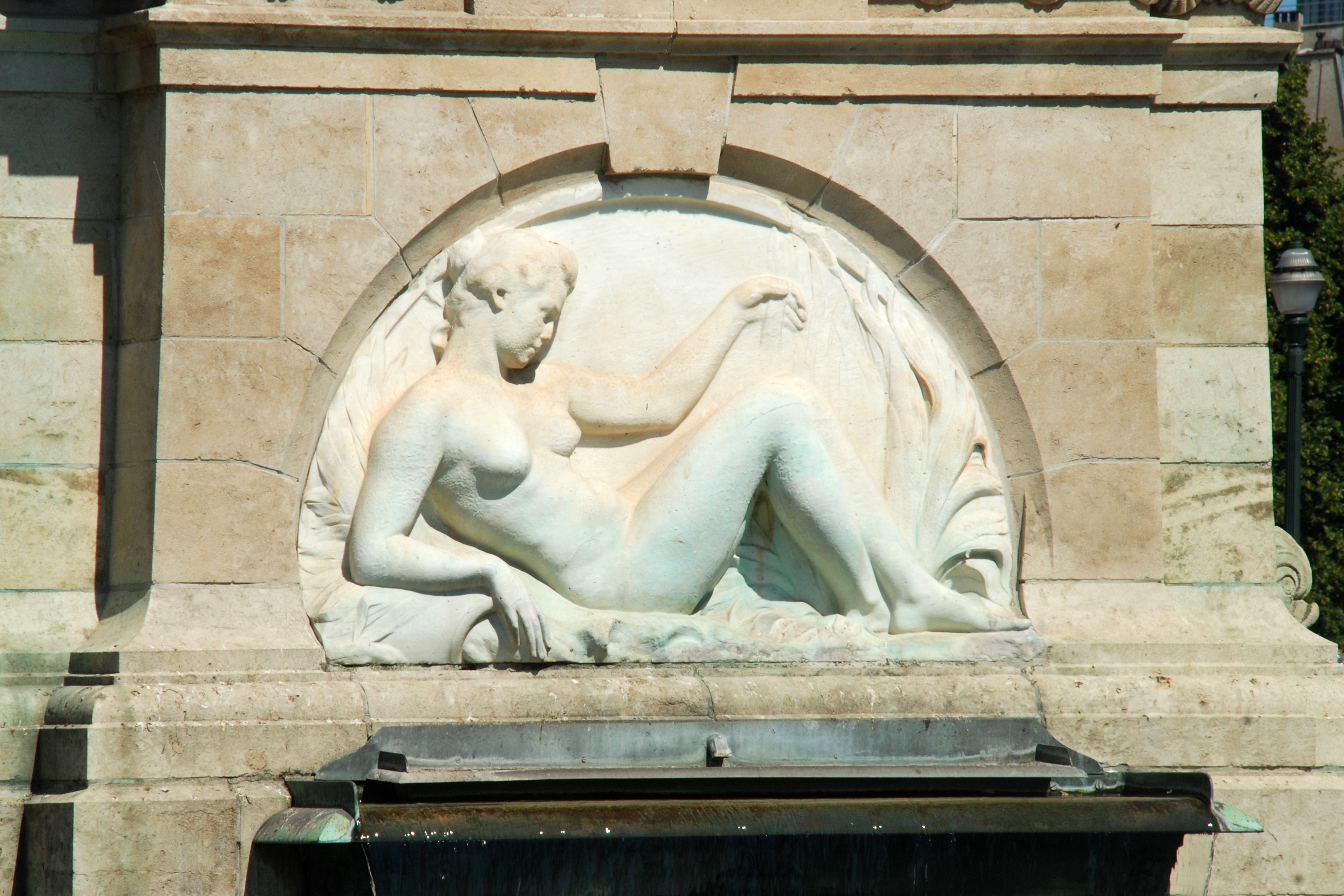
Allegorie van de overwelving van de Zenne. Detail van de Obelisk Anspach door Paul Devigne (1873).

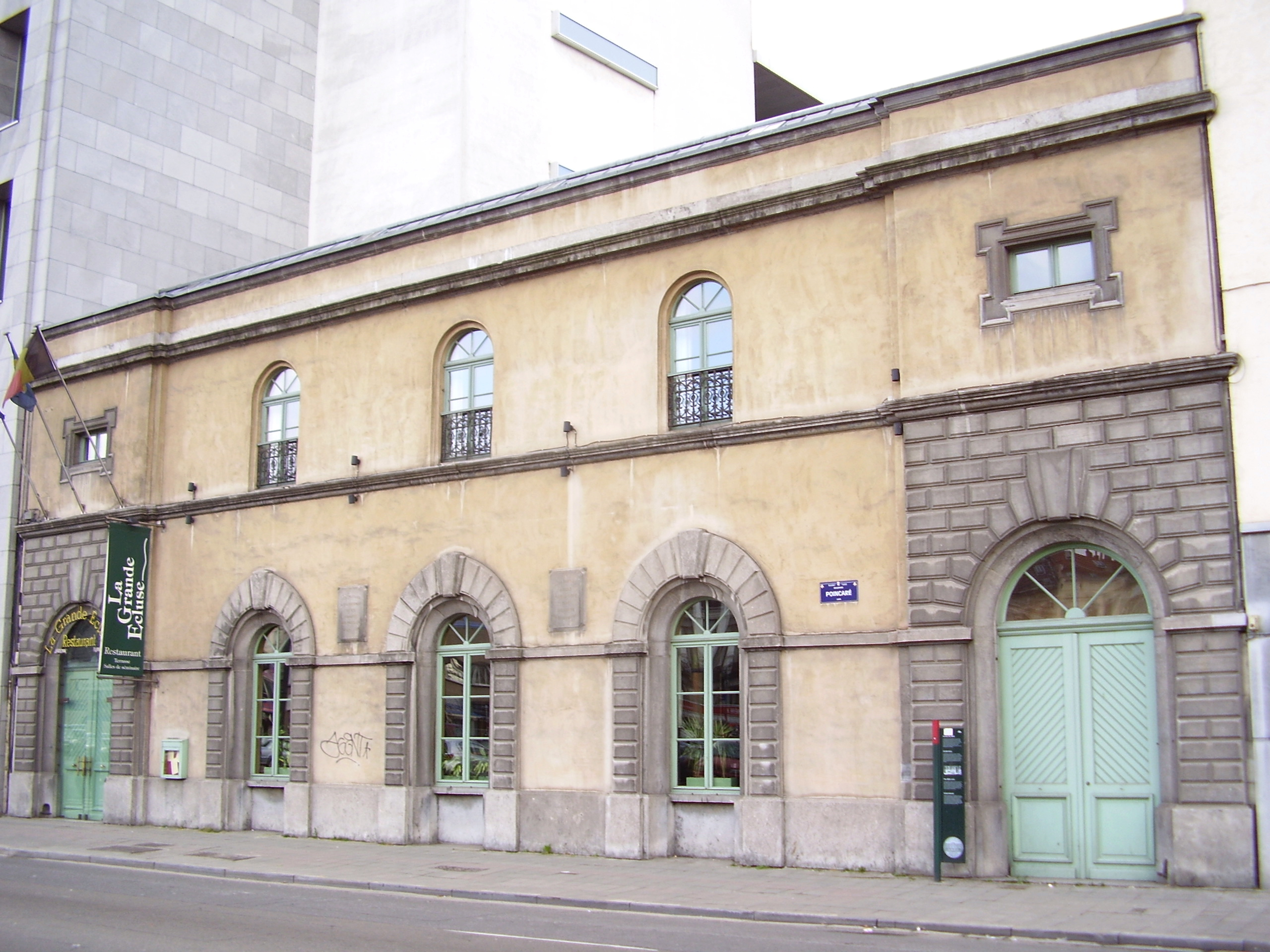
Dankzij t Groot Spui kon men vroeger de waterstand regelen; In 2011 is het een restaurant

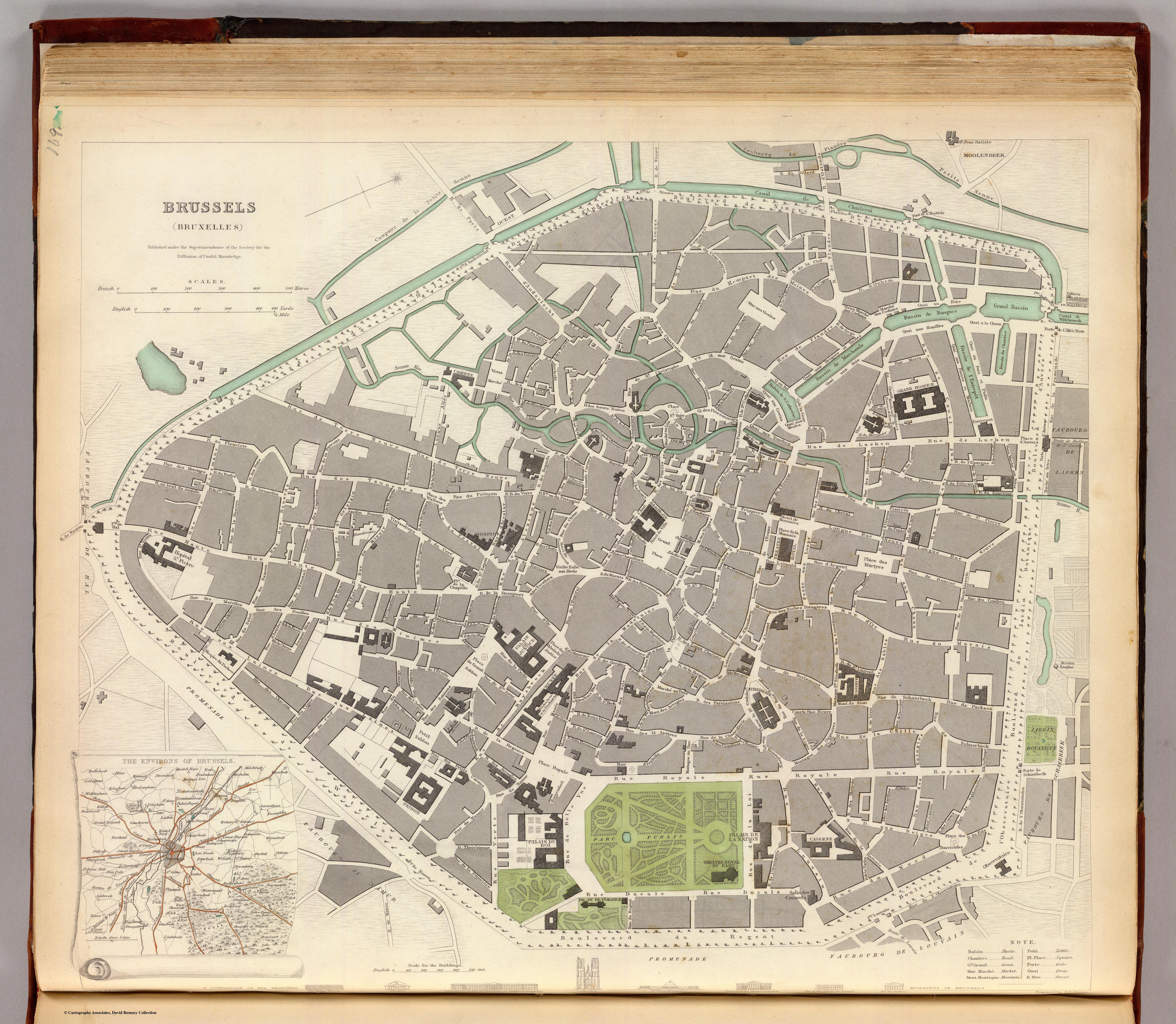
Brussel-Stad in 1837 (het N. ligt rechts)

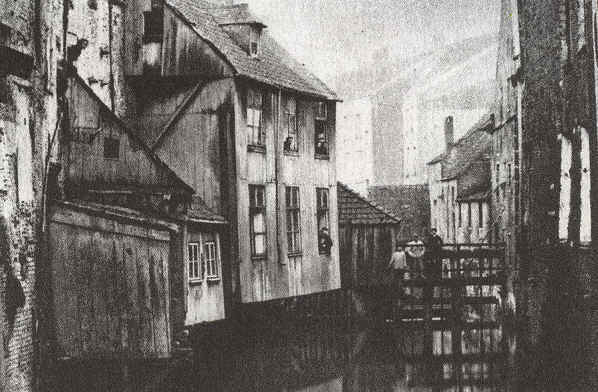
In de benedenstad hingen vele onveilige houten bouwsels over de rivierarmen

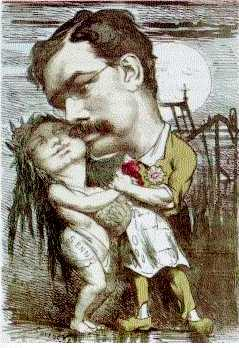
Jules Anspach en de Zenne, krantenkarikatuur uit 1868

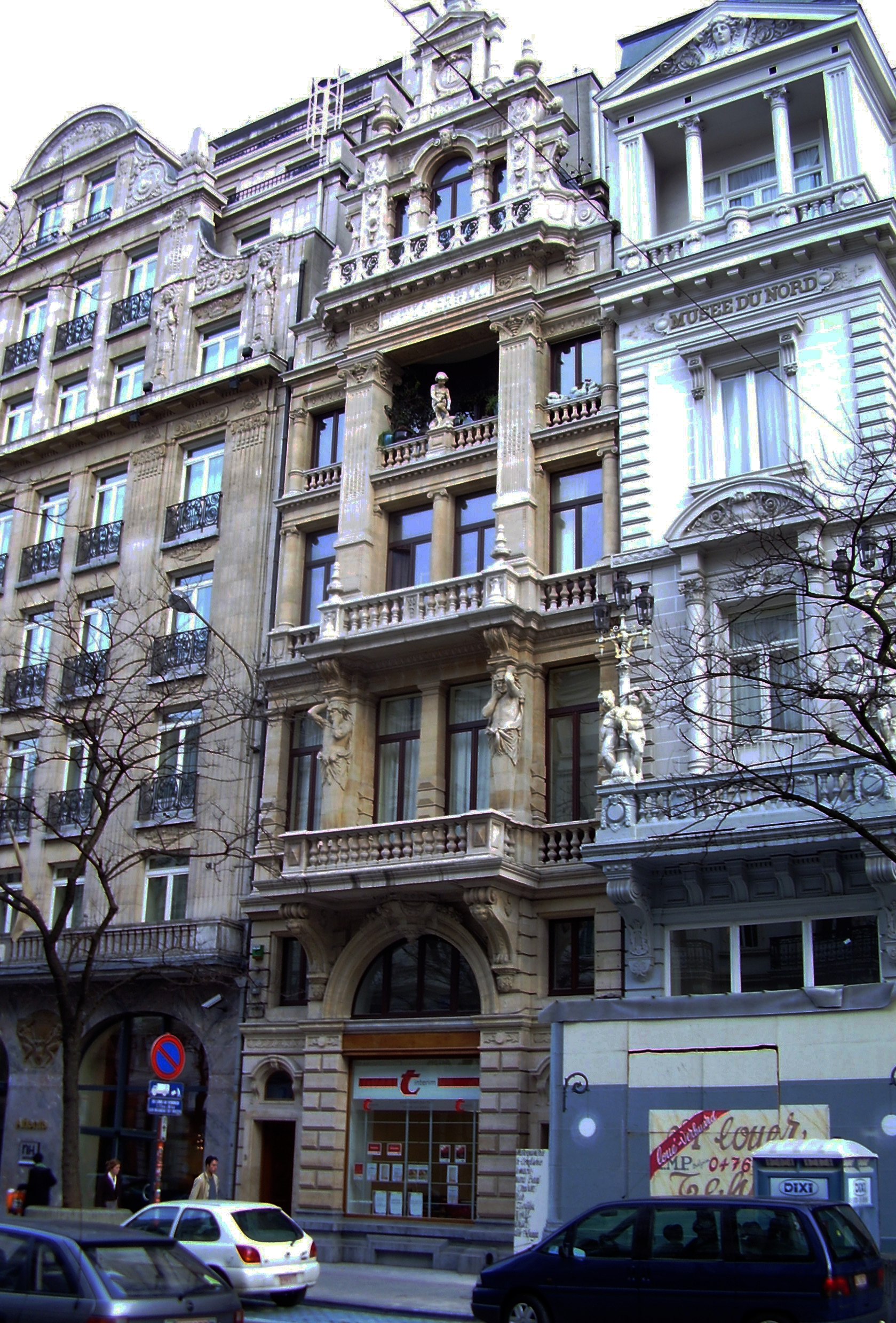
Het pand Hier is 't in den kater en de kat van architect Henri Beyaert won de architectuurwedstrijd van 1876

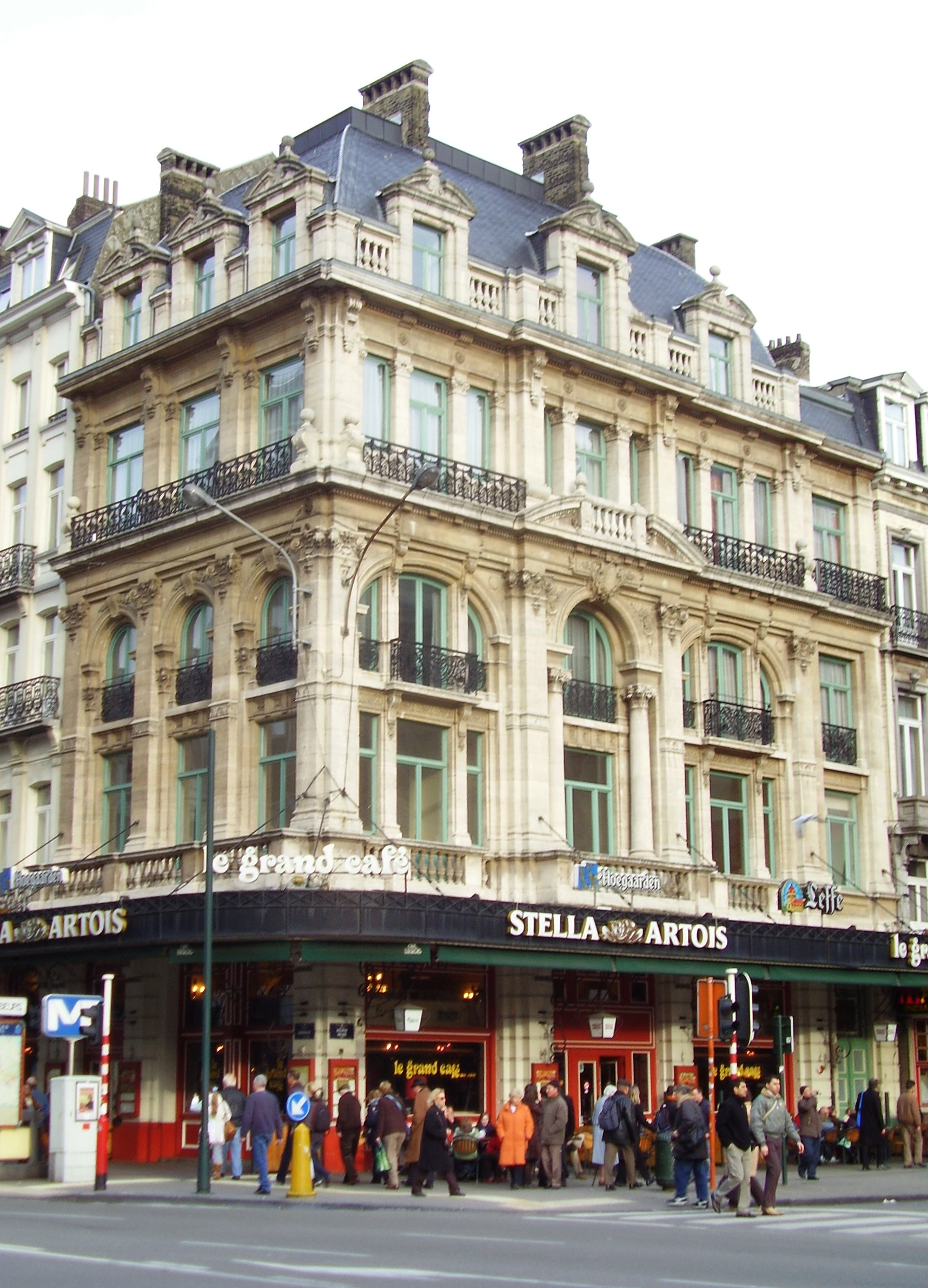
Tweede prijs, door Charles-Émile Janlet

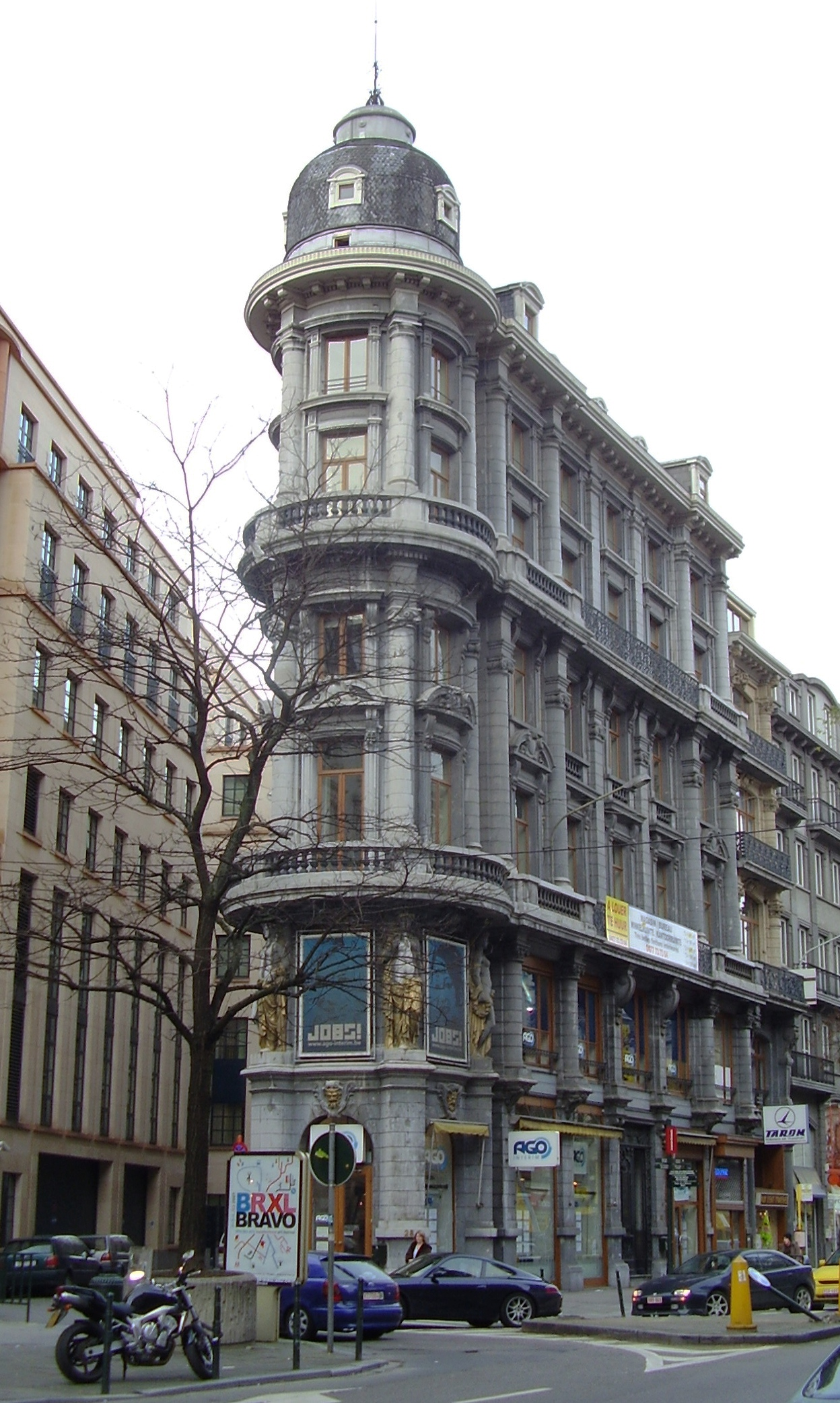
Vierde prijs, door Adolphe Vanderheggen

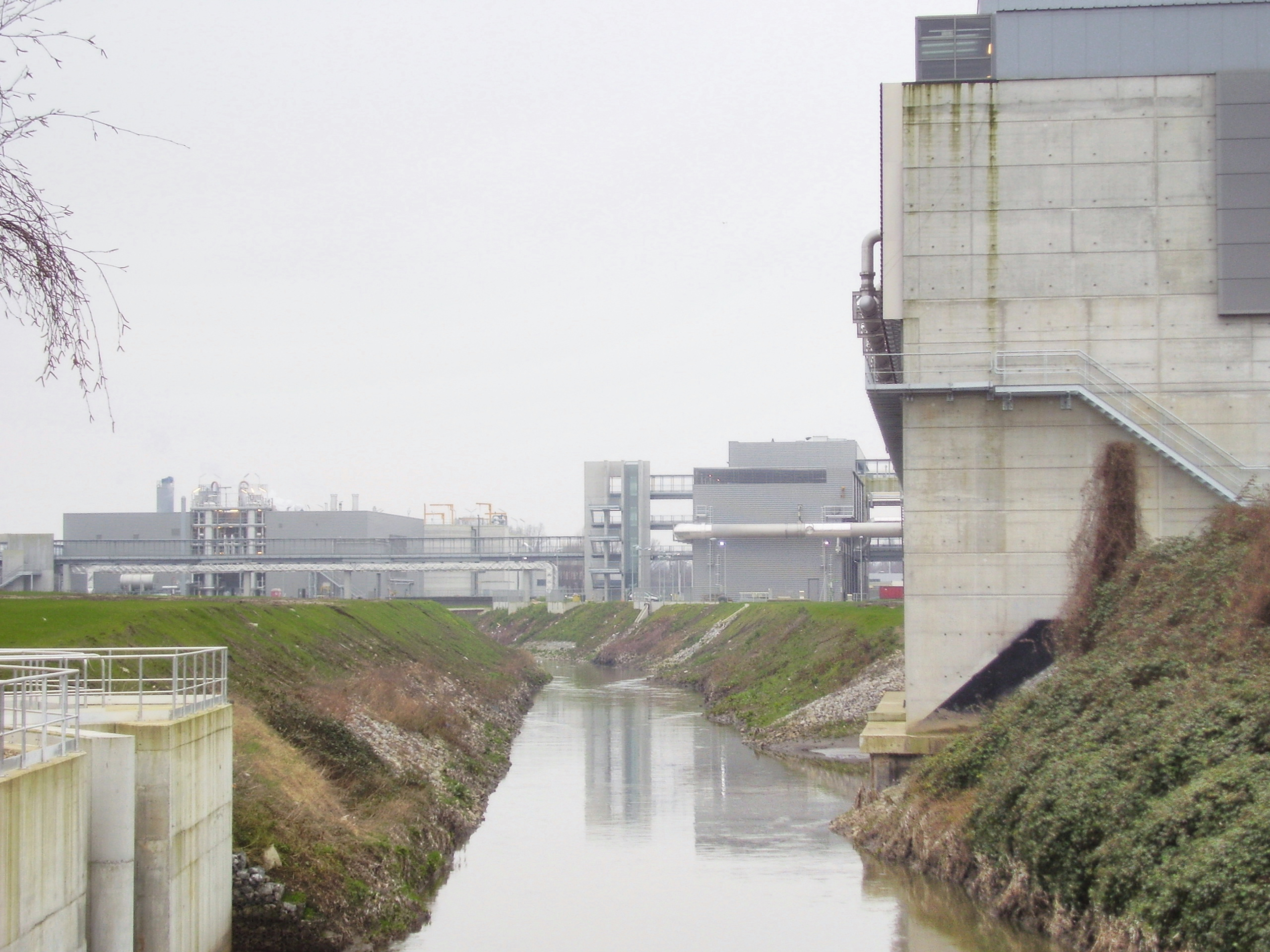
De Zenne wanneer ze waterzuiveringsstation-Noord verlaat

De overwelving van de Zenne was een belangrijke ontwikkeling in het stadslandschap van Brussel. De Zenne, de historische vaarweg naar de stad, geraakte met de aangroei van de bevolking en de ontplooiing van de industrie steeds meer vervuild. Tegen de tweede helft van de 19de eeuw bevatte ze zoveel rottend afval dat ze een serieuze bedreiging voor de volksgezondheid vormde. Daarnaast overstroomde de rivier regelmatig, en zette daarbij de benedenstad en de aangrenzende arbeiderswijken onder water.
In 1865 werd een akkoord bereikt over drastische maatregelen om dit probleem te verhelpen. Tijdens een eerste fase (1867-1871) werd de loop van de rivier verlegd tot langs de Kleine Ring, en werd ze overwelfd over een lengte van ongeveer twee kilometer. Het project was controversieel wegens zijn hoge kostprijs en de geplande onteigeningen en afbraak in de volkswijken van de Vijfhoek. De op de vrijgekomen gronden aangelegde boulevards, omzoomd met statige panden en publieke gebouwen, kenmerken ook vandaag nog de Brusselse binnenstad. Tijdens de tweede fase (1931-1955) werd de overwelving uitgebreid tot in totaal ongeveer negen kilometer, van Anderlecht in het zuiden tot Laken in het noorden.

## Situatie vóór 1867

### Loop
Oorspronkelijk was de Zenne in Brussel een meanderende rivier met verschillende armen. Ze kruiste de stadsomwalling (hierover loopt nu de Kleine Ring) op het kruispunt Zuidlaan-Anspachlaan. Dan kronkelde ze rond de huidige Lemonnierlaan en vormde twee eilanden: het "Klein Eiland" (nu Fontainasplein) en het "Groot Eiland" (nu Sint-Goriksplein). Het Groot Eiland of "Sint-Gorikseiland" was de plaats van de 10e-eeuwse burcht waarrond Bruocsela zich ontwikkelde. Vervolgens stroomde de Zenne via de Anspachlaan en de Jacqmainlaan verder en verliet ze de stad in de Noordruimte.
Een tweede, kleinere rivierarm stroomde Brussel binnen aan het kruispunt Poincarélaan-Nijverheidskaai: de "Ransvoortzenne". Ze splitste zich af in Kuregem en vervoegde de Zenne weer ten westen van het Groot Eiland. Om de waterstand in de stad te regelen was het Groot Spui gebouwd op de Zenne en het Klein Spui. Overtollig water dat via deze spuisluizen gekeerd of gespuid werd, kon worden afgevoerd via de "Kleine Zenne". Dat was een derde, kunstmatige rivierarm die net ten westen van de bastions en het Kanaal van Willebroek liep om in Neder-Heembeek onder het kanaal door te duiken en er in de Zenne te vloeien.
Het grootste gedeelte van de Brusselse Zenne werd in de 19e eeuw omgeven door volkswijken (de benedenstad). Hier woonden de lagere klassen dicht op elkaar. De wijken werden gekenmerkt door fabrieken en smalle, doodlopende straatjes. De adel en burgerij woonden in de modernere en schonere bovenstad, in het oosten.

### Overstromings- en gezondheidsproblemen
Het Kanaal Charleroi-Brussel en enkele kleinere kanalen moesten de functie van waterweg overnemen van de Zenne. Deze rivier had immers een onregelmatig debiet en overspoelde regelmatig haar oevers. Bij hevige regenval konden zelfs de sluizen de hoge waterstand niet meer aan. De versmalling van de rivierbedding door bebouwing op de oevers belemmerde de afvoer steeds meer. Ook werd het water afgeremd door de pijlers van de vele bruggen. Verder zorgden watermolens en afval voor een algemene stijging van het waterpeil. Tijdens droge periodes werd daarentegen water onttrokken uit de Zenne om het Kanaal van Charleroi op peil te houden. Het debiet verminderde dan zodanig dat het vervuilde water niet meer wegstroomde, waardoor rioolslib en industrieel of huishoudelijk afval konden ophopen.
Dit werd steeds erger door de economische en demografische groei van Brussel. De Zenne, die in 1853 werd beschreven als "de meest misselijke kleine rivier ter wereld", was een openluchtriool geworden en verspreidde walgelijke geuren door de stad, die men ervan verdacht een rol te spelen bij besmettelijke ziektes zoals cholera. Tijdens de eerste helft van de 19e eeuw kende Brussel meerdere droge periodes, verscheidene overstromingen, en een choleraepidemie veroorzaakt door de vervuilde rivier, de armoede en het gebrek aan hygiëne en proper drinkwater in de benedenstad. Dit zette het stads- en provinciebestuur aan tot actie.

### Aanloop
Na de spectaculaire overstroming van 1836 werd een onderzoekscommissie belast met het zoeken naar een oplossing, maar de eerste studies en voorstellen om de rivier te zuiveren werden pas opgesteld in 1859, toen het gebrek aan openbare hygiëne onhoudbaar begon te worden. Een veertigtal ideeën om de Zenne schoon te spoelen werd naar voren geschoven. Sommige plannen voorzagen schoon water uit zijrivieren naar de stad te leiden, om het vervuilde water van de Zenne te verdunnen en te doen doorstromen. Andere voorstellen voorzagen een complete verlegging van de Zenne westwaarts naar de loop van de Kleine Zenne, die dan zou worden verbreed en kon dienen voor scheepvaart en watermolens. Nog andere plannen beschouwden om het even welke zuivering als onmogelijk, en stelden voor de rivier te overwelven zonder noemenswaardige wijzigingen aan te brengen in haar loop. Een van die plannen voorzag een efficiëntere afwatering, zodat er ruimte vrijkwam voor een ondergrondse spoorweg. Dit idee liep vooruit op zijn tijd, maar zou een eeuw later worden verwezenlijkt in de vorm van de Noord-Zuidverbinding.

## Eerste fase (1867–1871)

### Het plan-Suys
Onder de toenmalige burgemeester van Brussel, Jules Anspach, koos de gemeenteraad voor een ontwerp dat architect Léon Suys in 1865 had ingediend. De Ransvoortzenne werd binnen de stadsmuren gedempt; de Zenne werd rechtgetrokken en overwelfd. Hierboven kwam een rechte, 30 meter brede boulevard, lopend van het Groot Spui naar de verdwenen Augustijnenkerk en verder naar de huidige Noordruimte.
Anspach steunde het plan-Suys, want hij had radicale plannen om de stad om te vormen en het voorliggende project zou hem toelaten meerdere plannen tegelijk te realiseren. Door de stad te verfraaien wilde hij de rijkere bevolking naar de stad lokken; die had de binnenstad verlaten om zich in de betere wijken van de voorsteden te vestigen (zoals de Leopoldswijk en langs de Louizalaan), wat een negatief effect op de stadskas had. De verfraaiing moest in de eerste plaats de verouderde, ongezonde en dichtbevolkte volkswijken aanpakken, die men een hoofdstad onwaardig vond. Deze arme wijken zouden zo ook een nieuwe bestemming krijgen voor het zakenleven en de handel. Ook wilde hij de talrijke kleine en doodlopende steegjes in de binnenstad vervangen door brede lanen – verkeersaders door de stad en verbindingen tussen de snel groeiende treinstations – zoals Hausmann had gedaan in Parijs.

### Bezwaren en verzet
Het Belgisch parlement had onlangs een wet goedgekeurd die onteigeningen door de overheid in naam van het "algemeen belang" mogelijk maakte. Dit kon geschieden zelfs voor de finale plannen van een project waren goedgekeurd, dus kon meer onteigend worden dan het "algemeen belang" vereiste. Het stadsbestuur greep dit aan om grote gedeeltes van de benedenstad af te breken. De stad meende het project zelf te kunnen financieren, doordat de aangekochte gronden in waarde zouden stijgen wanneer ze door grote, chique lanen werden doorkruist. De gedwongen verhuis van de verarmde bevolking naar de reeds dichtbevolkte voorsteden en de sociale verdringing vormden geen bezwaar voor het stadsbestuur, aangezien de onteigende arbeiders weinig belastingen betaalden en geen stemrecht hadden.
Zelfs na de officiële goedkeuring van het plan-Suys kreeg Anspach te maken met sterke tegenkanting van enkele ingenieurs. Zij vonden dat de overwelving onverzoenbaar was met de geologie en vreesden dat in de tunnel water en zelfs gevaarlijke gassen zouden ophopen. Anderen verzetten zich tegen de plannen wegens de verhoging van de belastingen ter financiering van het project, de lage vergoeding voor de onteigeningen en het gebrek aan inspraak van de bevolking. In de pers werd Anspach verantwoordelijk gehouden voor de afbraak van de Brusselse oude stad, en er verschenen spotprenten over hem.
Als liberaal vreesde Anspach voor de bekrompenheid en zwakheid van de overheid; daarom besteedde hij de werken uit aan een Brits bedrijf dat speciaal werd opgericht: de Belgian Public Works Company. Tijdens de uitvoering geraakte het bedrijf echter verwikkeld in een verduisteringsschandaal waarbij de zaakvoerder geprobeerd zou hebben 2,5 miljoen frank te stelen van het bedrijf. De controle over de werken ging hierdoor terug naar de stad en hoewel Anspach kon aanblijven, verloor hij zwaar bij de gemeenteraadsverkiezing van 1869.

### Werkzaamheden
Het contract werd getekend op 15 juni 1866 en de eerste 1.100 huizen werden onteigend binnen de eerste maanden. De gigantische werken, waarbij duizenden arbeiders betrokken waren, begonnen op 13 februari 1867. De rivier werd tijdelijk omgeleid en een groot deel van het oude stadscentrum opengelegd. Over de toekomstige loop, ruim 2 km lang, werden twee evenwijdige, 6 meter brede bakstenen steekbogen gebouwd. Aan weerszijden hiervan kwamen moerrioolpijpen om het rioolwater op te vangen. Indien deze pijpen overbelast raakten, voerden dwarspijpen het overtollig water naar de Zenne.
De werken liepen wat vertraging op door technische moeilijkheden te wijten aan de Brusselse geologie, maar deze waren niet zo erg als men vreesde voor de aanvang van het project. Ook het verduisteringsschandaal vertraagde de werken door de overdracht van de werf van het Britse bedrijf naar de overheid. De bouwwerken waren eind 1871 klaar en werden officieel geopend door het stadsbestuur op 30 november dat jaar, toen de Zenne na de opening van het vernieuwde Groot Spui door haar nieuwe bedding stroomde. Het Klein Spui geraakte in onbruik.

### De nieuwe centrale lanen
Een reeks nieuwe lanen gecreëerd door het project werd geopend voor het verkeer tussen 1871 en 1873. Het betrof de Henegouwenlaan (nu Maurice Lemonnierlaan), de Centrale Laan (nu Anspachlaan), de Noordlaan (nu Adolphe Maxlaan) en de Zennelaan (nu Émile Jacqmainlaan).
Deze nieuwe verkeersaders vergemakkelijkten de toegang tot de benedenstad, die voorheen via de Zuidstraat, de Kleerkopersstraat en de Nieuwstraat liep, en gaf de opwaardering van de aangrenzende wijken een duw in de rug. Om deze heropleving te ondersteunen en investeringen aan te trekken werden enkele prestigieuze openbare gebouwen opgetrokken, waaronder de Beurs (1868-1873) met centrale inplanting op de vroegere Botermarkt, het Zuidpaleis (1875-1880) en de Gemeenteschool nr. 13 (1877-1880). De nieuwe Centrale Hallen (1872-1874) vervingen de onhygiënische openluchtmarkten en waren een voorbeeld van metalen architectuur, maar werden afgebroken in 1958. De geplande grote monumentale fontein op het Fontainasplein werd geschrapt om budgettaire redenen.
De bouw van privépanden langs de boulevards en in de omliggende straten begon pas later. De middenklasse bleef de nieuwe voorsteden verkiezen boven de dichtbevolkte binnenstad. De hoge grondprijzen – waarop werd gerekend om de overwelving te financieren – en de hoge huurprijzen lagen buiten het bereik van de lagere sociale klassen. De vraag naar appartementen nam af naarmate de Brusselaars kozen voor eengezinswoningen. De woningen opgetrokken door investeerders kenden maar weinig aftrek.
Om de perceelsverkoop te stimuleren en bouwheren aan te zetten kwaliteitsvolle gebouwen met aantrekkelijke gevels op te trekken, werd door het stadsbestuur in de jaren 1872-1876 met succes een architectuurwedstrijd opgezet waarin twintig gebouwen, neergezet voor 1 januari 1876, prijzen zouden winnen. De hoofdprijs van 20.000 frank ging naar Henri Beyaert voor het pand Hier is 't in den kater en de kat op de Noordlaan. Desalniettemin duurde het nog 20 jaar, tot 1895, voordat de lanen helemaal waren volgebouwd.
De voormalige Augustijnenkerk, een 17e-eeuws gebouw in barokke architectuur, werd vergroot en vormde een brandpunt voor de nieuwe boulevards. De werkzaamheden omsingelden de kerk bijna volledig, maar met de nodige moeite en fondsen bleef het gebouw gespaard. Desondanks werd de kerk in 1893 afgebroken om plaats te ruimen voor het De Brouckèreplein en vervangen door een fontein ter nagedachtenis van Jules Anspach. De gevel werd zorgvuldig afgebroken en heropgebouwd als gevel voor de Heilige Drievuldigheidskerk van Elsene.

## Tweede fase (1931–1955)
Terwijl de overwelving van de Zenne de problemen voor de volksgezondheid en het overstromingsgevaar in de Vijfhoek verhielp, was dit niet het geval voor de rest van de agglomeratie. De Zenne was nog steeds zwaar vervuild, ondanks nieuwe rioleringen en afwateringskanalen naar het Kanaal Brussel-Charleroi. Bovendien waren er regelmatig overstromingen in de voorsteden, ondanks twee overlopen die overtollig water in het kanaal moesten lozen.
In 1930 werd een vereniging opgericht die ervoor ijverde de volledige loop van de Zenne doorheen de agglomeratie te overwelven om zo de voorsteden te laten meegenieten van de voordelen die deze ingreep had gebracht voor de binnenstad. Op haar aanzet werd de rivier verlegd naar de Kleine Ring. De overwelving werd uitgebreid zowel stroomopwaarts (tot aan de Veeartsenstraat in Kuregem) als stroomafwaarts (naar de Werkhuizenkaai in Laken) en deze nieuwe dubbele overwelving was breder en van gewapend beton. De werkzaamheden werden vertraagd door de Tweede Wereldoorlog en de aanleg van de Noord-Zuidverbinding, en vandaar pas voltooid in 1955.
De drooggevallen tunnels onder het stadscentrum werden omgebouwd tot Noord-Zuid van de premetro, geopend in 1976. Het gebruik van de bestaande tunnels tot metrotunnel beperkte immers de bovengrondse werken. Andere pijpen werden gebruikt als afwatering bij stormweer. De Anspachfontein werd verplaatst naar het plein langs de Baksteenkaai (vroeger Koopliedendok).

## Waterzuivering (sinds 2000)
De zuivering van het Brusselse afvalwater werd pas bewerkstelligd door de opening van waterzuiveringsstations-Zuid (2000) en -Noord (2007). Het zuidelijke station (op de grens tussen Anderlecht en Vorst) zuivert het afvalwater van ongeveer 360.000 inwoners. Het noordelijke station (bij de Budabrug, tussen de Zenne en het Zeekanaal Brussel-Schelde) zuivert het afvalwater van 1.100.000 mensen, waaronder dat van de Vlaams-Brabantse gemeentes Zaventem, Wezembeek-Oppem, Machelen, Kraainem, Dilbeek en delen van Asse.